# Antirhea borbonica
Antirhea borbonica är en måreväxtart som beskrevs av Johann Friedrich Gmelin. Antirhea borbonica ingår i släktet Antirhea och familjen måreväxter.

## Underarter
Arten delas in i följande underarter:
- A. b. borbonica
- A. b. duplidivisa